# Parlament Republiki Środkowoafrykańskiej
Parlament Republiki Środkowoafrykańskiej – bikameralny organ władzy ustawodawczej w Republice Środkowoafrykańskiej. Dzieli się dwie izby:
- Zgromadzenie Narodowe – izba niższa,
- Senat – izba wyższa.